# Justicia gilbertii
Justicia gilbertii är en akantusväxtart som beskrevs av Vollesen. Justicia gilbertii ingår i släktet Justicia och familjen akantusväxter. Inga underarter finns listade i Catalogue of Life.